# فروست پادشاهان انگلیسی ییل
فروست پادشاهان انگلیسی ییل (انگلیسی: Yale English Monarchs series) مجموعه‌ای از زندگی‌نامه‌های پادشاهان و ملکه‌های انگلیسی/بریتانیایی است که توسط انتشارات دانشگاه ییل منتشر شده است. این آثار توسط برخی از کارشناسان و مورخان برجسته در زمینه‌های مربوط نوشته شده‌اند و آخرین تحقیقات تاریخی را در خود جای داده‌اند.